# Geographie Gambias

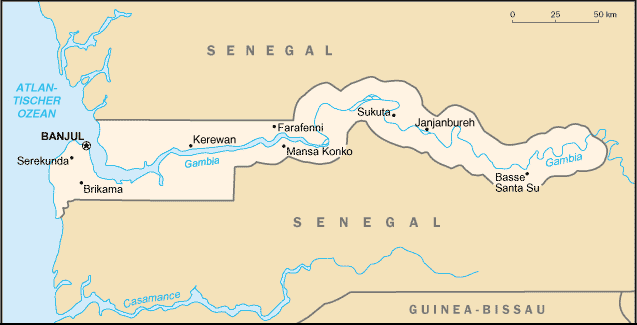
Karte von Gambia

Gambia liegt an der Westküste des afrikanischen Kontinents und ist mit 11.295 km² dessen kleinster Flächenstaat. Die ungefähr 740 Kilometer lange Grenze wurde in einer Vereinbarung zwischen Frankreich und England im Jahre 1888 festgelegt und ist seit 1891 unverändert. Das Land erstreckt sich auf einer Länge von etwa 480 km sowie einer Breite zwischen 10 und 50 km entlang des Gambia-Flusses. Abgesehen vom Küstenabschnitt ist Gambia vom zwanzigmal so großen Senegal umschlossen. Häufig wird das Land als dessen Enklave bezeichnet, was aber der Definition nicht entspricht.

## Oberflächengestalt

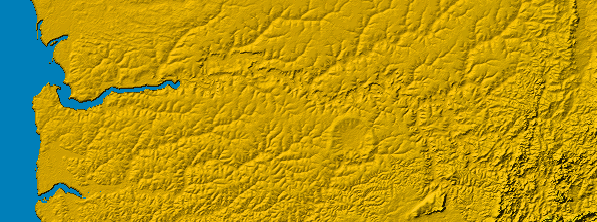
Die Oberflächengestalt Gambias

Das Land wird vom Gambia-Fluss bestimmt, der von Osten nach Westen fließt. Die Flusslandschaft ist an beiden Ufern von niedrigen Hügeln aus Laterit umgeben. Gambia liegt zu 78 Prozent zwischen Meereshöhe und 20 m über dem Meeresspiegel. Anhand des Reliefs kann man das Land grob in drei Bereiche einteilen:
Die Talsohle ist der Bereich entlang des Flusses und seinen Nebenflüssen. Dieser Bereich, der etwa 4048 km², 39 Prozent des Landes, umfasst, ist gekennzeichnet durch schlecht entwässernde Sedimentablagerungen. Es kommt daher häufig zu saisonalen Überschwemmungen. Die Kombination aus der niedrigen Lage und dem reichlich vorhandenen Wasser bildet einzigartige Lebensräume. Auf den lehmigen und salzigen Böden des brackwasserbeeinflussten Mündungsgebiets wachsen lediglich salztolerante Mangroven; an sie schließen sich Sümpfe an, Faro in der Sprache Mandinka, die den Weg zum Fluss um mehr als zwei Kilometer verlängern. Im mittleren Landesdrittel wird der Fluss bis Janjanbureh Island von Reisbauflächen begleitet. Diese Gegend wird von den Mandinka Banto Faros (über die Sümpfe hinaus) genannt, ist häufig nur leicht angeschwemmt und fruchtbar. Die natürliche Vegetation in diesem Bereich wird durch Sumpfgras beherrscht.

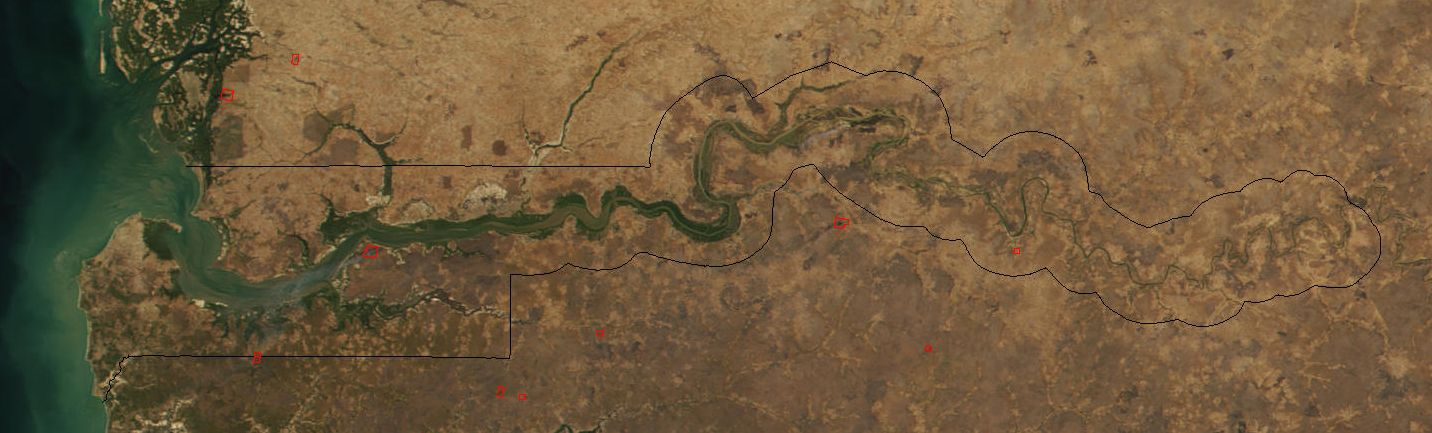
Satellitenaufnahme Gambias

Die bis zu 21 Meter hohe Hochebene wird durch flache, eisenhaltige Sandhügel bestimmt, die sich mit Senken abwechseln und ein Kliff bei Cape St. Mary sowie einen Küstenstreifen von Bakau bis Fajara formen. Im zentralen und östlichen Gambia wird die Hochebene von Laterithügeln unterbrochen. Die natürliche Vegetation in dieser Zone geht von einzelnen Bäumen zu Savanne über, und im Nordosten bis zum tropischen Galeriewald im Südwesten. Wie in Senegal fiel die gesamte natürliche Vegetation bis auf wenige Parzellen, die der Forstwirtschaft dienen, dem Erdnussanbau  zum Opfer, sodass das Nordufer kahle Flächen zeigt, auf denen sich die Desertifikation voll auswirkt. Neben den Erdnüssen, die als einziges landwirtschaftliches Produkt exportiert werden, wird auch Hirse angebaut.
Rund 400 von 11.420 Quadratkilometern Fläche liegen oberhalb von 50 m über dem Meeresspiegel und bilden eine Sandsteinebene mit felsigen, unbewachsenen Hügeln im Osten. Seine größte Höhe erreicht Gambia mit 53 m über dem Meeresspiegel in der Upper River Region im östlichen Landesteil unmittelbar an der Grenze zum Senegal.
Auf Karten ist nur ein alleinstehender Hügel mit Namen eingetragen: der ungefähr 29 Meter hohe Mamayungebi Hill in der Central River Region, um den der Fluss Gambia eine Schleife zieht.

## Geologie
Die geologischen Ursprünge von Gambia liegen im tertiären und quartären Erdzeitalter; der Boden ist also relativ jung. Gambia ist Teil der tertiären kontinentalen Hochebene, die 53 Prozent der Landfläche mit angeschwemmten quartären Ablagerungen entlang des gleichnamigen Flusses Gambia umfasst. Gelegentliches Eindringen des Meeres und terrestrischer Sedimentablagerungen und die Bildung von Sandstein kennzeichnen die Geologie des Landes. Eisenablagerungen entstanden durch die Regen- und Trockenzeiten während des Pleistozäns.
Die tertiären Felsformationen umfassen die Schichten aus dem Oligozän, Miozän und Pliozän und sind Teil der Afrikanischen Platte. Diese Schichten bestehen aus Sand, Sandstein, Schlick, Lehm und Kaolin. Das Alter der Schichten wird auf 2,5 Millionen Jahre für das Oligozän bis auf 33 Millionen Jahre für das Pliozän geschätzt.
Die quartären Felsformationen sind im geologischen Zeitalter sehr neue Felsformationen und weniger als 1,6 Millionen Jahre alt. Diese Gruppe besteht aus sechs Felsformationen aus zwei Epochen, dem Holozän und dem Pleistozän. Die holozänen Schichten sind jünger als 8000 Jahre, während die etwas älteren pleistozänen Schichten auf ungefähr 1,6 Millionen Jahre geschätzt werden. Die geologischen Schichten entlang des Flusses aus der holozänen Epoche sind hauptsächlich angeschwemmte Ablagerungen aus grobem Sand und Schlick, in der Küstenzone aus Sandstein und Schlick. Im östlichen Gambia bestehen die quartären Felsformationen abseits vom Fluss aus eisenhaltigem Stein und Kieselstein.

## Klima
Das Klima ist tropisch mit einer ausgeprägten Regenzeit und Trockenzeit. Die Trockenzeit dauert von November bis Mai an, sie ist beeinflusst von trockenem nordöstlichen Wind aus der Sahara, genannt Harmattan. Die Temperaturen steigen dabei auf Werte zwischen 21 und 27 °C an, die relative Luftfeuchtigkeit bleibt im Bereich zwischen 30 und 60 Prozent.
Die Regenzeit im Sommer beginnt im Juni und dauert bis zum Oktober. Die durchschnittliche jährliche Niederschlagsmenge beträgt im Südwesten 1000 mm und im Nordosten 800 mm. Der meiste Regen, fast 90 Prozent, fällt dabei in den Monaten zwischen Juli und September. In Küstennähe, zum Beispiel in der Kombo-St. Mary Area, ist das ozeanische Klima angenehmer.

## Gewässer

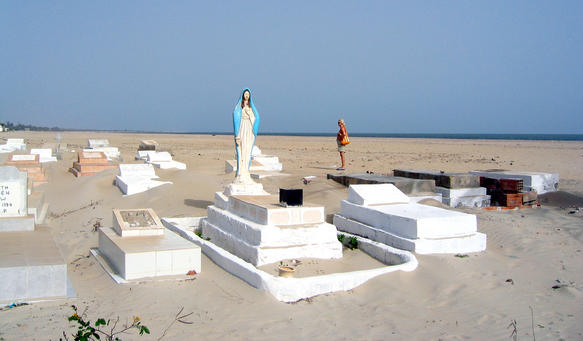
Die Küstenerosion auf Gräbern

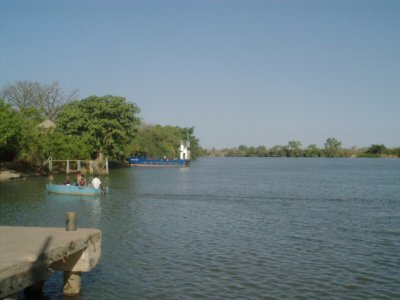
Der Gambia bei Janjanbureh

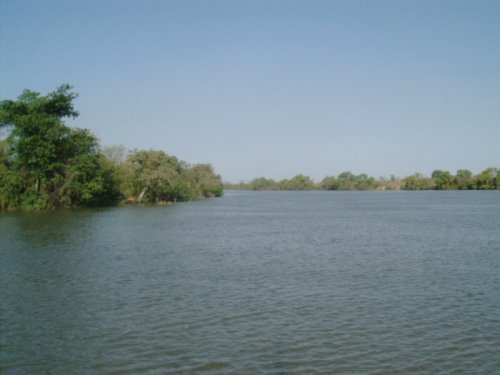
Der Gambia bei der Inselgruppe Baboon Islands

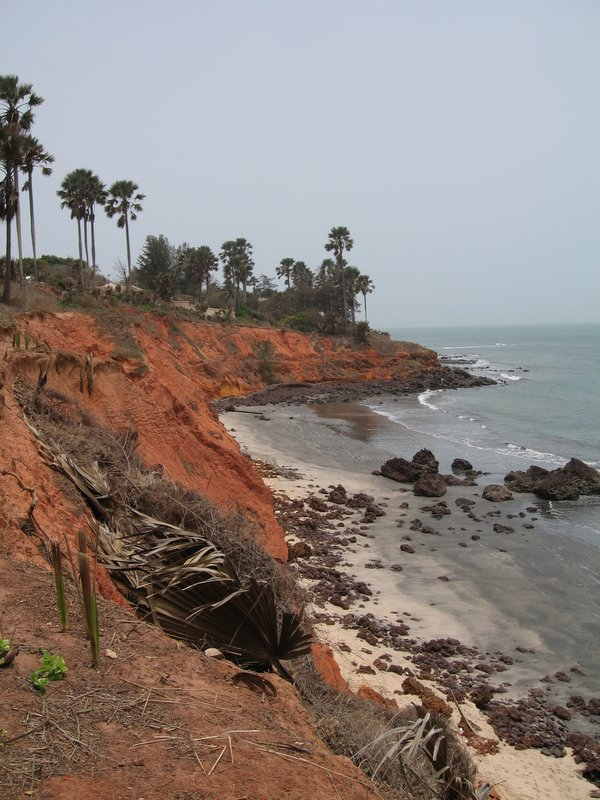
Ein Teil der Küste, die von der Erosion bedroht ist

Gambia liegt am Atlantischen Ozean und hat eine Küstenlinie von ungefähr 80 Kilometern Länge.
Große Probleme bereitet die Erosion der verschiedenen Strandabschnitte bei Stürmen. Bei Banjul ist ein Friedhof in Gefahr, ganz vom Meer verschlungen zu werden. Eine Vielzahl von Gräbern ist schon vom Meer zerstört worden. Bei Kololi, im Touristenzentrum Kololi Beach, mussten die Strandabschnitte des Senegambia Beach Hotel und des Kairaba Beach Hotel mühsam erneuert werden. Dazu wurde Sand vom Meeresboden verwendet, der von Baggerschiffen durch Stahlrohre an die Küste gepumpt wurde.
Etwa 1300 km², also 11,5 Prozent der Landesfläche, sind Wasserflächen. Davon trägt der Fluss Gambia – einer der Hauptströme Afrikas – mit seinen Seitenarmen den Hauptanteil bei. Der Bintang Bolong ist der größte Nebenfluss. Bolong ist in der Sprache der Mandinka ein Wort für „bewegliches Wasser“ oder „Nebenfluss“. Die Namen der meisten Nebenflüsse des Gambias tragen den Zusatz Bolong.
Weiter gibt es den River Benifet und den Tanji, der bei dem Ort Tanji in den Atlantik fließt. Der Allahein, der auch in den Atlantik mündet, ist für etwa zehn Kilometer der Grenzfluss zu der südlichen senegalesischen Region Casamance.

## Inseln
Alle bedeutenden Inseln des Landes liegen im Fluss Gambia, darunter die kleine Insel Kunta Kinteh Island. Sie hat als Zentrum des früheren westafrikanischen Sklavenhandels große historische Bedeutung. Auf der als Weltkulturerbe anerkannten Insel befindet sich das Fort James. Der 585 Hektar große River Gambia National Park liegt auf der Inselgruppe Baboon Islands. In diesem Schutzgebiet wurden 1979 Schimpansen ausgewildert, die vorher im Abuko Nature Reserve gehalten wurden. Auf der Janjanbureh Island liegt die Stadt Janjanbureh, die früher unter dem Namen Georgetown bekannt war.
Die Bijol Islands sind die einzige kleine Inselgruppe vor der Küste Gambias. Sie befindet sich in der Nähe der Küstenstadt Tanji und ist als Vogelparadies bekannt und geschützt.

## Städte und Ortschaften
Die größte Siedlung und damit auch das wirtschaftliche und kulturelle Zentrum des Landes ist die Gemeinde Kanifing Municipal, die umgangssprachlich häufig Serekunda bezeichnet wird. Sie liegt südlich der Mündung des Flusses Gambia unweit der etwa zehnmal kleineren Hauptstadt Banjul, die als einzige Stadtrechte besitzt.
Laut der Geonames-Datenbank gibt es in Gambia 2023 neun Städte und Ortschaften mit mehr als 10.000 Einwohnern:
1. Serekunda/Kanifing Municipal mit 340.000 Einwohnern
2. Brikama mit 77.700 Einwohnern
3. Bakau mit 43.098 Einwohnern
4. Banjul mit 34.589 Einwohnern, die Hauptstadt Gambias
5. Farafenni mit 29.867 Einwohnern
6. Lamin mit 24.797 Einwohnern
7. Sukuta mit 15.131 Einwohnern
8. Basse Santa Su mit 14.380 Einwohnern
9. Gunjur mit 14.088 Einwohnern

Sieben der neun Städte und Ortschaften liegen im Westen Gambias zwischen Atlantik und der Mündung des Flusses Gambia.